# Tratado de Orvieto
O Tratado de Orvieto foi um acordo feito em 1281 entre Carlos I da Sicília, João Dandolo, doge de Veneza e Felipe I de Tarento, titular do Império Latino, com a benção do Papado. Destinava-se a restaurar o domínio latino, tanto civil como eclesiástico, na Grécia, porém foi evitado pela Guerra das Vésperas sicilianas, que desviaram os recursos de Carlos para recuperar a Sicília.

## Antecedentes

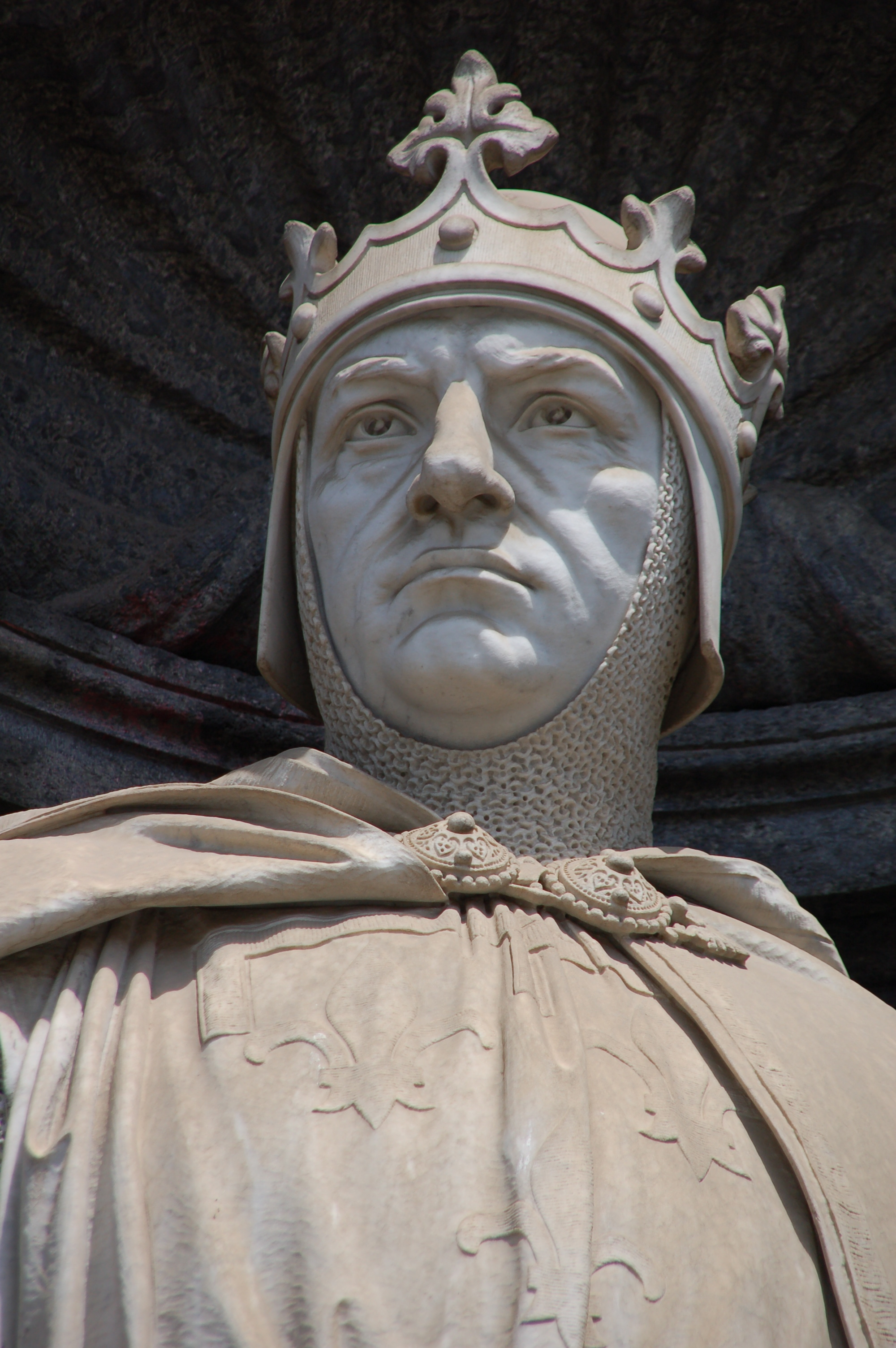
Estátua de Carlos I r. localizada no Palácio Real de Nápoles.

Carlos havia muito tempo aspirado montar um reino trans-mediterrâneo. Irmão mais novo do rei francês Luís IX, havia ampliado o apanágio do Condado de Provença ao concordar em agir como o campeão do papado contra a dinastia de Hohenstaufen em 1263. Foi recompensado com o Reino da Sicília como feudo papal, e quase imediatamente começou a olhar para o leste em busca de outros territórios. Com a derrota de Manfredo da Sicília (r. 1258–1266) em 1266, Carlos enviou um exército para a Albânia para aproveitar o dote da esposa de Manfredo, Helena do Epiro. Isto trouxe Carlos em conflito com o imperador Miguel VIII Paleólogo (r. 1259–1289) no teatro adriático. Balduíno II (r. 1228–1261), então titular do Império Latino, fez-se um aliado natural. Expulso de Constantinopla por Miguel VIII em 1261, Balduíno estava praticamente sem dinheiro e desesperado por ajuda para recuperar seu império. Carlos concordou, mas em um preço significativo: ambos assinaram o Tratado de Viterbo em 1267, no qual Carlos concordava em ajudar a reconquistar o Império Latino em troca da suserania de Acaia e outras concessões importantes.
Contudo, a invasão da Itália por Conradino da Germânia e a Oitava Cruzada combinados atrasaram qualquer intervenção de Carlos. Sob o papa Gregório X, negociações para a união da Igreja Católica e as Igrejas Ortodoxas Gregas foram iniciadas, e qualquer movimento de Carlos contra Constantinopla foi proibido. Contudo, ele foi encorajado pelo papa à comprar a reivindicação de Maria de Antioquia para o Reino de Jerusalém em 1277, tendo ele enviado um bailio para governar em seu nome. Isto era parte de uma estratégia papal para preservar o Reino de Jerusalém integrando-o em um império trans-mediterrâneo aliado com a casa real francesa, que forneceria os recursos necessários para a defesa do reino. Em 1278, por uma disposição do Tratado de Viterbo, o Principado de Acaia também veio sob seu domínio direto.
A adesão do papa Martinho IV, que estava largamente sob influência de Carlos, removeu o último obstáculo de suas ambições. O novo papa declarou a união das Igrejas uma falha, abrindo caminho para os planos de conquista de Caros. Como o Tratado de Viterbo, a nova aliança contra Constantinopla uniria os exércitos de Carlos, a dinastia do Império Latino (agora Felipe I de Tarento já que Balduíno II havia morrido em 1273) e a sansão papal. Além disso, os venezianos, que tinham desempenhado um papel chave no Império Latino, mas que haviam sido subscritos do Tratado de Viterbo, foram convocados para a aliança.

## Provisões

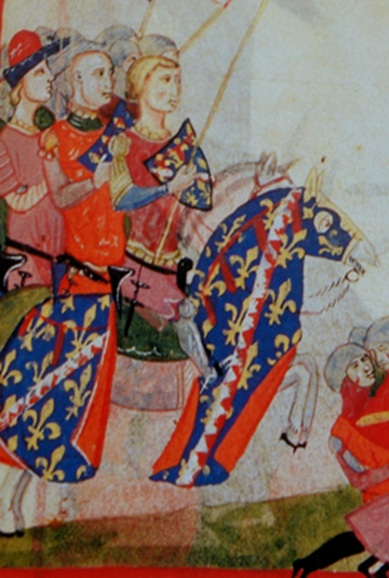
Iluminura de Felipe I de Tarento.

Como o Tratado de Viterbo, o novo tratado foi assinado no palácio papal, que papa Martinho IV tinha mudado para Orvieto após Viterbo ficar sob interdito para prender dois cardeais. Seu objetivo era o destonamento do imperador Miguel VIII em favor de Felipe e o estabelecimento da união das igrejas, trazendo a Igreja Ortodoxa Grega sob a autoridade do papa. Sua motivação prática, contudo, foi re-estabelecer o Império Latino, sob domínio angevino, e restaurar os privilégios comerciais venezianos em Constantinopla.
Sob os termos do tratado, Felipe e Carlos tinham que fornecer 8000 soldados e cavalos, e navios suficientes para transportá-los para Constantinopla. Felipe, Dandolo e Carlos, ou o filho de Carlos, Carlos, príncipe de Salerno, tinham que acompanhar pessoal a expedição. Na prática, Carlos teria que fornecer quase todas as tropas, Felipe tinha pouco ou nenhum recurso próprio. Os venezianos supririam quarenta galeras como escolta para a frota de invasão, que navegaria a partir de Brindisi mais tarde em abril de 1283. Após a restauração de Felipe ao trono, ele confirmaria as concessões do Tratado de Viterbo e os privilégios garantidos à Veneza a fundação do Império Latino, incluindo o reconhecimento do Doge como dominador de "um quarto e um oitavo do Império Latino."
Um segundo documento foi também elaborado para organizar uma vanguarda para preceder a principal expedição de 1283. Carlos e Felipe forneceriam quinze navios e dez transportes com cerca de 300 homens e cavalos. Os venezianos forneceriam quinze navios de guerra para sete meses de um ano. Estas forças fariam guerra contra Miguel III e "outros ocupantes" do Império Latino (presumivelmente os genoveses) e se encontrariam em Corfu até 1 de maio de 1282, pavimentando caminho para a invasão do ano seguinte.
Ambos os tratados foram assinados por Carlos e Felipe em 3 de julho de 1281. Eles foram ratificados pelo Doge de Veneza em 2 de agosto de 1281.

## Consequências
Poucas semanas após a assinatura do tratado, o papa Martinho excomungou Miguel VIII. Provisões foram devidamente feitas para a expedição, e algumas poucas escaramuças ocorreram em torno da Eubeia. Nicéforo I (r. 1267/1269–1297), o governante do Epiro, também concluiu um tratado com Carlos, Felipe e Dandolo em setembro de 1281. Contudo, logo após a expedição velejar, as Vésperas sicilianas eclodiram (30 de março de 1282). A guerra civil resultante dividiu o Reino da Sicília em dois, e Carlos gastou o resto de sua vida tentando sufocá-la. Seus descendentes continuariam a manter um domínio tênue sobre partes do Império Latino, mas nenhuma grande expedição contra Constantinopla foi montada.